# مثلث متساوي الساقين
مثلث متساوي الساقين (بالإنجليزية: Isosceles triangle)‏ ويسمى أيضاً بالشّكل المأموني هو مثلث له ضلعان طولهما متساويان. يسمى الضلع الثالث قاعدة، وتسمى النقطة المقابلة له رأساً. في بعض الإحيان، يعرف المثلث متساوي الساقين على أنه مثلث له ضلعان على الأقل طولهما متساويان. في إطار هذا التعريف، يصبح مثلث متساوي الأضلاع حالة خاصة من المثلثات متساويات الساقين.

## خصائص
- زاويتا القاعدة متساويتان وحادتان.
- القطعة المستقيمة الواصلة بين الرأس ومنتصف الضلع المقابل له، هو ارتفاع ومنصف عمودي ومتوسط ومنصف للزاوية.